# Achillea graja
Achillea graja là một loài thực vật có hoa trong họ Cúc. Loài này được Beyer mô tả khoa học đầu tiên năm 1890.